# Голубянка дамокл
Голубянка дамокл (лат. Polyommatus (Agrodiaetus) damocles) — вид бабочек из семейства голубянки.

## Этимология названия
Дамокл (греческая история) — любимец сиракузского тирана Дионисия Старшего (IV в. до н. э.).

## Ареал и места обитания
Юго-восток европейской части России — степная зона от Южного Придонья до Южного Урала, Крым.
Из Крыма известен подвид krymaeus Sheljuzhko, 1928, который ранее считался подвидом голубянки посейдон, от которой он отделен на основании результатов кариологических исследований. Ареал охватывает восточную часть Южного Берега Крыма (Карадаг, Эчкидаг, Ангарский перевал, локальные популяции в окрестностях п. Коктебель, с. Курортное, с. Дачное, с. Перевальное, Старый Крым) и Керченский полуостров.
В Крыму населяет каменистые степи и редколесья горных склонов на высотах от 350 до 900 м над ур. м., каменистые вершины гор и скальные обнажения.

## Биология
Развивается за год в одном поколении. Время лёта с середины июня по середину августа. Бабочки часто садятся на одиночные стебли растений, прогретые солнцем камни и цветущие растения. Самцы изредка могут встречаться на влажной почве. Самки откладывают яйца поштучно на сухие цветоносы, реже листья собственно кормового растения - Hedysarum candidum. Яйцо светло-зелёного цвета, потом становятся почти белыми. Стадия яйца длится неделю. Гусеница младших возрастов жёлто-зелёно-серого цвета, питаются молодыми листьями. Зимуют гусеницы. Являются мирмекофилами и опекаются муравьями. Окукливаются в почве. Стадия куколки занимает около 5 недель